# Johann Heinrich von Frankenberg
Johann Heinrich von Frankenberg (Groß-Glogau, 18 de setembro de 1726 - Breda, 11 de junho de 1804) foi um cardeal do século XVIII e XIX

## Nascimento
Nasceu em Groß-Glogau em 18 de setembro de 1726, Groß-Glogau, diocese de Breslau, Baixa Silésia. De uma antiga família nobre da Silésia intimamente ligada à Casa dos Habsburgos. Filho do conde Otto Venantius von Franckenberg, barão de Schellendorf, e da condessa Franziska Gaudentia von Khünburg. Batizado no mesmo dia com os nomes Johann Heinrich Ferdinand Joseph Johann Nepomuk. Ele também tinha o título de barão de Schellendorf. Seu sobrenome também está listado como Franckenberg.

## Educação
Ele foi inicialmente destinado a uma carreira militar austríaca, mas logo se sentiu atraído pela vida eclesiástica. Ele estudou no ginásio jesuíta em Groß-Glogau, de 1736 a 1741; depois, na Universidade de Breslau, dirigida pelos jesuítas, onde estudou filosofia. Recebeu as insígnias do caráter clerical e as ordens menores em 6 de janeiro de 1743; o subdiaconato em 21 de setembro de 1748; e o diaconato em 21 de setembro de 1748. Mais tarde, ele frequentou o Pontifício Colégio Germânico, Roma, também dirigida pelos jesuítas, onde obteve o doutorado em teologia em 4 de setembro de 1749; e outro doutorado em direito canônico; quando ainda era um jovem estudante, destacou-se por seu desempenho acima da média, bem como por seu talento homilético teológico; foi colega de classe de Christoph Anton Migazzi, futuro arcebispo de Viena e cardeal.

## Sacerdócio
Ordenado em 10 de agosto de 1749, Roma. Em 1º de novembro de 1749, ele teve a grande honra de realizar o tradicional Allerheiligenpredigt (sermão do Dia de Todos os Santos) perante o Papa Bento XIV, e os cardeais e o pontífice expressaram grande entusiasmo pelo padre Frankenberg. Retornou à Áustria e foi, de 1750 a 1754, assistente do vigário apostólico, depois arcebispo, de Gorizia, conde Karl Michael Attems. Foi decano da colegiada de Todos os Santos, em Praga, de 1754 a 1756; e reitor da igreja de Sts. Cosme e Damião, em Alt-Bunzlau, Boêmia, de 1756 a 1759. Nomeado ao episcopado pela imperatriz Maria Theresia da Áustria em 13 de março de 1759.

## Episcopado
Eleito arcebispo de Mechlin e primaz da Holanda austríaca em 28 de maio de 1759; nessa mesma data foi-lhe concedido o pálio pelo papa. Consagrado, 15 de julho de 1759, na capela do palácio imperial de Schönbrunn, por Christoph Anton von Migazzi, arcebispo de Viena, auxiliado por Franz Xaver Anton Marxer, bispo titular de Crisopoli di Arabia, e por Ferdinand Michael von Hallweil, bispo de Wiener Neustadt. Decorado com a grã-cruz da Ordem Austríaca de Sankt Stefan, 1765.

## Cardinalado
Criado cardeal sacerdote no consistório de 1º de junho de 1778; o papa enviou-lhe o barrete vermelho com um breve apostólico datado de 6 de junho de 1778; ele nunca foi a Roma para receber o chapéu vermelho e o título. Defendeu forte e ativamente, ainda que diplomaticamente, os direitos da igreja e se opôs ao "josefinismo", o sistema político-eclesiástico do imperador José II da Áustria que dava ao estado supremacia absoluta sobre a Igreja. Em 1786, o imperador decidiu a ereção de um seminário geral em Louvain com um plano de estudos que não era aceitável para a Igreja. Durante três anos o cardeal contestou a decisão do governo, recusando-se a enviar seus alunos ao seminário. O cardeal Frankenberg foi convocado a Viena e o imperador Joseph II tentou, sem sucesso, convencer o arcebispo a aceitar seus pontos de vista. Voltando a Mechlin, o cardeal, com o apoio dos outros bispos, continuou sua oposição, condenando em uma carta pastoral os livros didáticos e o ensino dos professores como não ortodoxos. Quando uma revolta contra a Áustria aconteceu em agosto de 1789, o imperador foi forçado a aceitar o restabelecimento dos seminários episcopais. Simultaneamente, o cardeal tornou-se membro dos Estados Gerais. Então, quando uma guerra civil estourou em outubro de 1789, o cardeal teve que fugir para escapar da prisão. O confronto político com a Igreja aumentou ainda mais quando os Estados Gerais, presididos pelo cardeal, declararam a independência do país e constituíram os Estados Unidos da Bélgica em dezembro de 1789. Após a morte do imperador Joseph II em 1790, o cardeal voltou para Mechlin. Com sua "Declaração", escrita em francês, publicada ilegalmente em 1790, em Mechlin, o cardeal quebrou o sigilo que lhe foi imposto. A invasão da Holanda austríaca pelas tropas revolucionárias francesas obrigou o cardeal, que ofereceu uma corajosa resistência, a se esconder. Em 1794, os franceses anexaram militarmente a província e o cardeal fugiu para a Holanda, mas pôde retornar à sua sé em 1795, após a queda de Robespierre, e foi prometido que as propriedades da igreja confiscadas seriam substituídas e, entretanto, ele foi designado uma pensão anual. Então, a República Francesa exigiu uma declaração pessoal de lealdade à Constituição e o cardeal recusou. Em 1797, foi o último bispo remanescente na Holanda austríaca e foi expulso para Emmerich, Baixo Reno, no território do Ducado de Cleves, Prússia, residindo por dois anos no convento das Terciárias. Forçado a deixar Emmerich pelos prussianos, retirou-se em maio de 1799 para Borken, Vestfália, no bispado de Münster. Ele era velho, tinha problemas de saúde e dependia da caridade dos fiéis. Não participou do conclave de 1799-1800, que elegeu o Papa Pio VII. Renunciou ao governo pastoral da arquidiocese em 20 de novembro de 1801 para facilitar a implementação da Concordata de 1801 entre a França e a Santa Sé. O pedido de ir residir na Cúria Romana foi rejeitado, assim como a perspectiva de retornar à sua antiga sede. Em julho de 1801, quando o principado de Borken foi suprimido, foi residir no vicariato apostólico de Breda, no território da República Batávia.

## Morte
Morreu em Breda em 11 de junho de 1804, de um acidente vascular cerebral. Ele foi enterrado na igreja da aldeia vizinha de Rijsbergen. Em 1818, um cenotáfio em sua memória foi erguido na catedral metropolitana de Saint-Rombaut, Mechlin. Em 1923, seus restos mortais foram transferidos para aquela catedral e colocados no túmulo que já havia sido construído em 1818 para o décimo arcebispo de Mechlin